# Ђорђа Мелони
Ђорђа Мелони (итал. Giorgia Meloni; Рим, 15. јануар 1977) италијанска је политичарка и новинарка. Председница је Савета министара Италијанске Републике и члан Дома посланика Републике Италије од 2006. године. Председница је странке Браћа Италије од 2014. године, а од 2020. године је председник Европске конзервативне и реформске партије. У четвртој влади Силвија Берлусконија била је министар омладине, а уједно и најмлађи министар у италијанској историји.

## Биографија

### Младост и образовање
Ђорђа Мелони је рођена у Риму 15. јануара 1977. Њен отац, Франческо Мелони, био је из Рима, рођен је у породици директора радија Нина Мелонија са Сардиније и глумице Зои Инкрочи из Ломбардије а њена мајке Ана (девојачко презиме Параторе), је са Сицилије . Отац Ђорђе Мелони је био порески саветник, а према неким политичким профилима имао је комунистичке симпатије и гласао је за Комунистичку партију Италије, док је њена мајка касније постала романописац. Њен отац је напустио породицу 1978. када је имала годину дана, преселио се на Канарска острва и поново се оженио. Мелони има четири полубраће и сестре из другог брака оца. Седамнаест година касније, 1995. године, осуђен је за трговину дрогом и осуђен на девет година затвора у Шпанији. Последњи пут је контактирао са Мелони 2006. године, када је постала потпредседница Представничког дома. Правни документи су недавно открили контроверзну индиректну економску везу кроз мрежу компанија за некретнине у којој је бивша супруга Ана Параторе, мајка Ђорђе Мелони, била партнер у различитим временским периодима. Мелони је одрасла у радничкој четврти Гарбатела у Риму, преселивши се тамо након што је имућнији дом у коме је прво живела као дете са родитељима уништен у пожару куће неколико година након што је њен отац отишао. Њено одрастање су чланови породице описали као сиромашно. У својој аутобиографији, Мелони је написала да су њено детињство и распад њене породице утицали на њене политичке погледе. Мелони има сестру Аријану, која је рођена 1975. и удата је за Франческа Лолобригиду, италијанског министра пољопривреде од 22. октобра 2022.
Године 1992, са 15 година, Мелони се придружио Омладинском фронту, омладинском крилу Италијанског социјалног покрета (МСИ), неофашистичке политичке партије која се распала 1995. За то време основала је студентску координацију Gli Antenati (Преци), који је учествовала у протесту против реформе јавног образовања коју је промовисала министарка Роса Русо Иерволино. Током 1996. постала је национални лидер Студентске акције, студентског покрета постфашистичке Националне алијансе (АН), национално-конзервативна наследница МСИ, представљајући овај покрет у Форуму студентских удружења који је основало Министарство просвете Италије.
Године 1998, након победе на примарним изборима, Мелони је изабран за саветника Провинције Рим, на тој функцији до 2002. Изабрана је за националног директора 2000. и постала је прва жена председница Омладинске акције, омладинског крила АН, 2004. Током ових година радила је као дадиља, конобар и бармен у Piper Club, један од најпознатијих ноћних клубова у Риму.
Мелони је дипломирала на Институту Америго Веспучи са одличним успехом. 1996 године. Након избора у италијански парламент 2006. године, у својој биографији је навела да је стекла диплому средње школе из језика са завршном оценом 60/60 и „Diploma di liceo linguistico; Giornalista“. Ово је створило одређене контроверзе, пошто Институт Америго Веспучи није била средња школа страних језика и није била квалификована да издаје било какву диплому из области језика; већ је био Институт за хотелијерство, специјализован за издавање стручних диплома за звања кувар, конобар, забављач, туристички водич, хостеса, у зависности од смера студија студента. Непознато је који курс је Мелони изабрала на Институту, што је касније покушала неспретно да разјасни. У ствари, Ђорђа Мелони је споменула да је Институте који је похађала постао Centro di Formazione Professionale Ernesto Nathan и да је издавао дипломе на страним језицима. Међутим, центрима за обуку није дозвољено да издају дипломе. Ернесто Нејтан центар издаје квалификације за звања козметичара и фризера.

### Политичка каријера

#### Министарка омладине
На општим изборима у Италији 2006. године изабрана је у Дом посланика Републике Италије као чланица Националне алијансе (АН), где је постала најмлађи потпредседник икада. Исте године почиње да ради као новинар. Мелони је 2006. године бранила законе које је усвојила трећа Берлусконијева влада који су користили компанијама премијера и медијског могула Силвија Берлусконија, а такође је одлагала суђења која су била у току. Мелони је навео да их је било потребно контекстуализовати. Изјавила је: То су закони које је Силвио Берлускони направио за себе. Али они су савршено фер закони.
Године 2008, са 31 годином, именована је за министра омладине Италије у четвртој Берлусконијевој влади, на функцији је била до 16. новембра 2011, када је Берлускони био приморан да поднесе оставку на место премијера усред финансијске кризе и јавних протеста. Била је друга најмлађа министарка у историји уједињене Италије. У августу 2008. позвала је италијанске спортисте да бојкотују церемонију отварања Олимпијских игара у Пекингу, не слажући се са кинеском политиком која се спроводи према Тибету; ову изјаву критиковали су Берлускони, као и министар спољних послова Франко Фратини. Године 2009. њена странка се спојила са Напред Италија (FI) у Народ слободе (PdL) и она је преузела председавање омладинском секцијом уједињене странке под називом Млада Италија. Исте године је гласала за закон против еутаназије.

У новембру 2010. године, она је у име министарства представила пакет од 300 милиона евра под називом Право на будућност. Био је усмерен на улагање у младе и садржао је пет иницијатива, укључујући подстицаје за нове предузетнике, бонусе у корист радника на одређено време и кредите за заслужне студенте. У новембру 2012. објавила је своју понуду да се бори за лидерску позицију у партији, против Анђелина Алфана, због противљења давања подршке њене странке Монтијевој влади. Након отказивања предизборних избора, удружила се са колегама политичарима Ињациом Ла Русом и Гвидом Крозетом како би поставила анти-Монтијеву политику, тражећи обнову унутар странке и критикујући Берлусконијево вођство.

#### Браћа Италије
Децембра 2012. Мелони, Ла Руса и Крозето основали су нови политички покрет, Браћа Италије (FdI). Назив партије потиче од речи италијанске националне химне. На општим изборима у Италији 2013. била је део Берлусконијеве коалиције десног центра и добила 2,0% гласова и 9 места. Поново је изабрана у Представнички дом Ломбардије, а касније је именована за лидера странке у оквиру дома. На функцији ће бити до 2014. године, када је поднела оставку да би се посветила странци. Наследио ју је Фабио Рампели.
У марту 2014. постала је председница Браће Италије, а у априлу је номинована за изборе за Европски парламент 2014. у Италији као лидер партије у свих пет изборних јединица. Партија је добила 3,7% гласова, не прешавши цензус од 4% и није постала посланик у Европском парламенту; добила је 348.700 гласова. Дана 4. новембра 2015. основала је Нашу земљу, конзервативни политички комитет за подршку кампањама. Наша земља је била паралелна организација са ФДИ, и имала је за циљ проширење популарне базе ФДИ.
Дана 30. јануара 2016. учествовала је на Породичном дану, демонстрацијама против ЛГБТ+ права, изјаснивши се против усвајања деце од стране ЛГБТ особа. На истом Дану породице објавила је да је трудна; њена ћерка Гиневра је рођена 16. септембра. На општинским изборима у Риму 2016. у јуну, кандидовала се за градоначелницу уз подршку Нас са Салвинијем, политичке партије коју води Матео Салвини. У мају 2016. обећала је да ће улицу назвати по Ђорђу Алмирантеу ако буде изабрана, што је изазвало контроверзу међу локалном јеврејском заједницом и антифашистичким АНПИ. Мелони је освојила 20,6% гласова, скоро дупло више од кандидата ФИ, али се није квалификовала за други круг, док је ФДИ добио 12,3% гласова.
Током кампање поводом референдума за промену устава из 2016, који је промовисала Ренцијева влада, Мелони је основала комитет „Не, хвала“ и учествовала у бројним телевизијским дебатама, укључујући и ону против тадашњег премијера Матеа Ренција. Пошто је „Не“ однело већину са скоро 60% гласова 4. децембра, Мелони је позвао на ванредне изборе. Када је Ренци поднела оставку следећег дана, ускратила је поверење следећој влади коју је предводио Паоло Ђентилони 12. децембра. На конгресу ФДИ од 2. до 3. децембра 2017. у Трсту Мелони је поново изабрана за председницу странке. Тада је и промењен лого странке и у странку се учланила Даниела Сантанче, дугогодишња десничарска политичарка.
Као лидер странке, одлучила је да формира савез са Лигом (Lega), коју је предводио Салвини, покренувши са њим неколико политичких кампања против владе левог центра коју предводи Демократска партија (PD), стављајући ФДИ у евроскептичне и десничарске популистичких позиција. На општим изборима у Италији 2018. ФДИ је био део коалиције десног центра, са Берлусконијевим ФИ, Салвинијевом Легом и Ми са Италијом  Рафаела Фита. Мелонијева странка је добила 4,4% гласова и више од три пута више од освојених мандата 2013. Изабрана је у Представнички дом за једночлану изборну јединицу Латина, Лацио, са 41% гласова. Коалиција десног центра, у којој је Лига била главна политичка снага, освојила је већи број места у Заступничком дому; пошто ниједна политичка група или партија није освојила потпуну већину.
Деветнаестог октобра 2019. учествовала је на скупу италијанског поноса у Риму против новоформиране друге Контеове владе. Она је у свом говору критиковала предлог да се на италијанским личним картама малолетника натпис отац и мајка замени са родитељ 1 и родитељ 2, закључно са слоганом „Ја сам Ђорђа. Ја сам жена, ја сам мајка, Ја сам Италијанка, ја сам хришћанин“. Овај слоган су ремиксовала два миланска ди-џеја, постајући крилатица диско-треша са милионима прегледа, имитација и мемова на друштвеним мрежама, а песма је чак и освојила златни диск. По сопственом признању у аутобиографији, медијски и вирални успех ремиксованог музичког спота, иако јесте изгубио првобитну сатиричну намеру, у корист ЛГБТ заједнице у оквиру које је настао, умногоме је повећао њену популарност као политичарке, за коју је рекла да је нагло трансформисан „од досадног политичара у радознали естрадни феномен”.
Фебруара 2021. придружила се Аспен институту, међународном трусту мозгова са седиштем у Вашингтону, који укључује многе финансијере, бизнисмене и политичаре, као што је Ђулио Тремонти. Дана 19. фебруара 2021., професор Универзитета у Сијени Ђовани Гоцини вређао је Мелони називајући је вулгарним именима путем радија; и председник Серђо Матарела и премијер Марио Драги позвали су Мелони и стигматизовали Гозинија, којег је одбор његовог универзитета суспендовао.
Октобра 2021. Мелони је потписала Мадридску повељу, документ из 2020. који описује левичарске групе као непријатеље Ибероамерике укључене у „злочиначки пројекат“ који су „под кишобраном кубанског режима“. Сачинила га је Вокс, шпанска ултранационалистичка партија. Такође је учествовала на конгресу Вокса, где је рекла: „Да за природну породици. Не ЛГБТ лобију, да за сексуални идентитет. Не родној идеологији. Не исламистичком насиљу, да обезбеђењу граница. Не масовној миграцији, не великим међународним финансијама, не бриселским бирократама“. У фебруару 2022. Мелони је говорила на годишњој Конзервативној конференцији политичке акције на Флориди. Она је присутним америчким конзервативним активистима и званичницима рекла да морају да бране своје ставове од прогресиваца.

#### Избори у Италији 2022.
Уочи општих избора у Италији 2022м ванредних избора који су расписани након кризе италијанске владе 2022. године, коалиција десног центра је договорила да ће лидер странке која добије највише гласова бити предложен као кандидат за премијера. Од јула 2022. ФДИ је била водећа странка у коалицији према испитивањима јавног мњења, и очекивало се да ће постати премијер Италије ако коалиција десног центра добије апсолутну већину у парламенту, што би бити најдесничарскија влада у историји Републике Италије према неким академицима. У покушају да ублажи ствари како би смирила страхове међу онима који описују ФДИ као неофашистичку или крајњу десницу, укључујући страхове унутар Европске комисије да би могла да води Италију сличним путем као Мађарска под Виктором Орбаном, Мелони је рекла страној штампи да је италијански фашизам историја. Као председница Европске партије конзервативаца и реформиста од 2020. она је рекла да дели искуства и вредности Конзервативне партије у Уједињеном Краљевству, Ликуда у Израелу и Републиканске партије у Сједињеним Америчким Државама. Критичари су били скептични према њеним тврдњама, наводећи њене говоре о имиграцији и ЛГБТ правима. Водила је кампању за ниже порезе, мање ЕУ бирократије и заустављање имиграције кроз поморску блокаду рекавши да ће националне интересе ставити на прво место.
На изборима са рекордно малом излазношћу бирача, излазне анкете су предвиђале да ће коалиција десног центра освојити већину места на општим изборима 2022. године. Предвиђено је да Мелони буде победник избора са ФДИ, која ће добити већи број места, и по договору са коалицијом десног центра. Била је фаворит и постаће прва жена премијер у земљи. ПД, шеф коалиције левог центра, признао је пораз убрзо након излазних анкета, и Мађар Орбан, Пољак Матеуш Моравјецки, Лиз Трас из Уједињеног Краљевства и Марин ле Пен, бивша лидерка Националног скупа (РН) у Француској, честитали су Мелони. Европске радикалне десничарске странке и лидери, као што су Алтернатива за Немачку и Вокс, такође су прославили њен резултат. Након дугогодишњег одсуства из политике, Ђанфранко Фини, бивши лидер МСИ и АН током првих година Мелонине политичке каријере, изразио је задовољство због њене победе, рекао да је гласао за њену странку и описао је као антифашисту, упркос томе што сама Мелони не прихвата такав опис, који сматра политичким.
Посматрачи су расправљали о томе колико би влада коју водила Мелони била десничарска и која би ознака и позиција на политичком спектру била тачнија или реалнија за опис. Многи су је различито описали као прву италијанску владу крајње деснице од Другог светског рата, и као као првог лидера крајње деснице после Бенита Мусолинија, а неки академици су је такође описали као најдесничарскију владу од 1945. Многи су доводили у питање њен политички правац, позивајући се на Берлусконијеве и Салвинијеве руске везе, за разлику од Мелонијевог атлантизма. Други, као што је Скај њуз, иако су наводили неофашистичке корене Мелони и њене странке, нису се сложили са описом да припада крајњој деснице и навели су: „Ђорђа Мелони није фашиста“. Стив Сеџвик са CNBC је резимирао дискусију, рекавши: „Да ли имамо коалицију десног центра, да ли имамо десну коалицију, да ли имамо коалицију крајње деснице или имамо фашистичку коалицију? Видео сам све четири штампане верзије, зависно од тога кога читате."

#### Премијерка Италије
На општим изборима 2022. године, предводила је широку десну коалицију коју чине Браћа Италије, Лига Матеа Салвинија и Снага Италије Силвија Берлусконија. Коалиција је однела убедљиву победу са освојених 43,79% гласова за Дом посланика и 44,02% гласова за Сенат, чиме је постала најјача политичка снага у земљи.
Непосредно након првог састанка новог законодавног тела, тензије су почеле да расту унутар коалиције десног центра. Берлускони је 13. октобра одбио да подржи Игњација Ла Русу, кандида ФДИ за председника Сената Републике. Успео је да буде изабран са 116 гласова од 206 у првом кругу захваљујући подршци опозиционих партија коалицији десног центра. Тензије у оквиру нове већине су и даље расле, посебно између Берлусконија и Мелони, коју је Берлускони описао као снисходљиву и арогантну... [и] агресивну". У наредним данима, након састанака лидера странака, тензије су смањене, а коалиционе странке десног центра постигле су договор о формирању нове владе.
Консултације између председника Серђа Матареле и странака званично су почеле 20. октобра. Следећег дана, делегати ФДИ, Лиге, ФИ и Грађанског друштва Италије, саопштили су Матарели да су постигли договор о формирању коалиционе владе са Мелони на позицији премијера. Поподне, Матарела је позвао Мелони у Квириналску палату, тражећи од ње да формира нову владу. Она је прихватила задатак и истог дана објавила састав свог кабинета, који је званично положио заклетву 22. октобра. Она је прва жена на функцији премијера Италије.
Мелони је 25. октобра одржала први званични говор као премијерка пред Представничким домом, пре гласања о поверењу њеном кабинету. Током свог говора, она је нагласила тежину тога што је прва жена на челу италијанске владе. Она се захвалила неколико Италијанки, између осталог навела је и: Тину Анселми, Саманту Кристофорети, Грацију Деледу, Оријану Фалачи, Нилде Јоти, Риту Леви-Монталчини и Марију Монтесори, за које је рекла да су „са даскама сопствених примера изградиле мердевине које ми данас омогућавају да се попнемо и разбијемо тешки стаклени плафон постављену над нашим главама“. Влада је добила гласање о поверењу и освојила је значајну већину у оба дома.

## Унутрашња политика
Једна од првих мера које је спровела њена влада била је поводом ковида 19 и односило се на потпуно уклањање сертификата о вакцинацији од ковида 19, познатог у Италији као грин пас; штавише, невакцинисани лекари су поново враћени на посао. У то време, период за вакцинацију вакцинацију радне снаге који је прописала влада, био је на снази више од годину дана, чинећи пропис углавном симболичним. Влада је 31. октобра усвојила уредбу која предвиђа казну до шест година затвора за илегалне скупове. Упркос томе што је званично представљен као декрет против илегалних рејв журки, закон је био применљив на било које нелегално окупљање које је јавни орган сматрао опасним, што је изазвало критике. Уредба је изазвала и доста протеста опозиционих партија и удружења за грађанска права, а оспорила ју је и ФИ. Према Amnesty International, декрет је „ризиковао да поткопа право на мирне протесте“. Влада је одбацила оптужбе и најавила да ће прихватити мање измене текста у Парламенту. У првим недељама након преузимања дужности, Мелони је спроводио строжу политику од претходних влада у погледу борбе против илегалне имиграције.
Са економске тачке гледишта, Мелони и њена влада одлучиле су да спрече повећање цена енергије, што је било у континуитету са политиком Марија Драгија, снижавањем цена, давањем субвенција породицама и предузећима и доношењем нових одлука о бушењу у италијанским морима за повећање национална производња гаса. Влада је такође одлучила да повећа горњу границу готовине са 2.000 евра на 5.000 евра.
Дана 26. фебруара 2023. године, чамац са мигрантима потонуо је у тешким временским условима док је покушавао да дође на обалу близу Кротонеа, у региону Калабрије. Чамац је превозио између 143 и 200 миграната када је потонуо, од којих је најмање 86 погинуло, укључујући 12 деце, што је била једна од најсмртоноснијих поморских катастрофа последњих година. Мелони је изразила своју дубоку тугу због многих људских живота које су отели трговци људима и осудила је размену живота миграната за цену карте коју су они платили у лажној перспективи за безбедно путовање. Првог марта 2023. нова лидерка Демократске странке Ели Шлајн, као и друге опозиционе странке затражиле су оставку министра унутрашњих послова Матеа Пјантедосија.
У мају 2023. влада се суочила са тешким поплавама које су погодиле италијански регион Емилија-Ромања. Седамнаест људи је умрло а 50.000 људи је остало без дома. Привремени трошак штете изазване поплавама износи више од 10 милијарди евра. Савет министара Републике Италије је 23. маја званично објавио одобрење прве законске уредбе као одговора на ванредне ситуације, пакета за опоравак од 2 милијарде еура, који је, између осталог, намијењен јавним и приватним предузећима, школама, универзитетима, музејима и пољопривредницима. категорије. 25. маја, Мелони и Урзула фон дер Лајен, председница Европске комисије, посетиле су поплављена подручја заједно са Бонаћинијем. Мелони је истакла снажан дух народа на том подручју, рекавши: „Обично, када изгубите све, преовладава осећај љутње, тражења кривице или резигнације. У Емилији-Ромањи сам затекла људе како лопатом лопатају блато са поносом у очима, говорећи: у реду, имамо проблем, али решићемо га, обновићемо“. После вишенедељних тензија унутар владе и између већинских и опозиционих партија, 27. јуна 2023. кабинет Ђорђе Мелони је званично именовао генерала армијског корпуса Франческа Паола Фиљуола за ванредног комесара за обнову.
Крајем децембра 2022. Мелони је најавио да ће се Елизабета Каселати, министарка за уставне реформе, састати са опозиционим странкама како би званично започела мапу пута ка уставној реформи како би се ојачала овлашћења премијера.
Мелони је 3. новембра 2023. званично представила реформу којом је предвиђен директан избор премијера, такозвани premierato, и нови изборни закон којим је 55% посланичких места у оба дома дато коалицији која је прва у општим изборима.

## Спољна политика
Први страни лидер са којим се Мелони сусрела био је француски председник Емануел Макрон, који је 23. октобра боравио у Риму ради састанка са председником Матарелом и Папом, и имао је билатерални састанак са Мелони, првенствено фокусиран на текућу енергетску кризу и руску инвазију на Украјину. Мелони се 3. новембра састала са лидерима Европске уније (ЕУ) као што су Урзула фон дер Лајен, Шарл Мишел, Паоло Ђентилони, Роберта Метсола и други политичари у Бриселу.
Седмог новембра учествовала на свом првом међународном самиту, United Nations COP27 у Шарм Ел Шеику, Египат. Током свог говора, Мелони је изјавила: „Италија остаје чврсто уверена у своју посвећеност декарбонизацији у складу са Париским споразумом. Морамо да диверзификујемо снабдеваче енергијом, у блиској сарадњи са афричким земљама." Током конференције, премијерка је имала и билатерални састанак са египатским председником Абделом Фатахом ел Сисијем. Следеће недеље, Мелони је учествовала на самиту Г20 на Балију, Индонезија, где је 15. новембра имала први билатерални састанак са председником САД Џоом Бајденом.
У јануару 2023, Мелони је посетила Алжир, где се састала са председником Абделмаџидом Тебуном, са којим је потписала уговор о снабдевању Италије гасом. Према потписаном уговору, Алжир ће постати највећи снабдевач Италије гасом.
Мелони је 22. фебруара 2023. посетила Украјину и састала се са председником Володимиром Зеленским да разговара о текућој руској инвазији. Мелони је посетила и Бучу, у предграђу Кијева, где су руске снаге убиле више од 400 Украјинаца у марту 2022. године. Мелони је истакла да Украјина може да рачуна на Италију, додајући да смо „с Украјином од почетка и бићемо до краја“  Она је савезница пољског премијера Матеуша Моравјецког и похвалила је подршку Пољске Украјини и пољско прихватање великог броја украјинских избеглица. Мелони је 2. марта 2023. посетила Индију, где се састала са премијером Нарендром Модијем и председником Друпади Мурмуом. Током конференције за штампу, Мелони је похвалио Модија и његову политику, описавши га као „највољенијег лидера на свету“. У марту 2023. угостила је израелског премијера Бењамина Нетањахуа у Риму.
У априлу 2023, Мелони је била у државној посети Етиопији, где се састала са премијером Абијем Ахмедом Алијем и сомалијским председником Хасаном Шеиком Мохамудом. Мелони је у Адис Абеби најавила план италијанске владе у вези са инвестицијама на афричком континенту. Мелони је био први лидер западне државе који је посетио Етиопију од краја рата у тој земљи. Током посете имала је и билатерални састанак са председавајућим Комисије Афричке уније Мусом Факијем. У мају 2023. Мелони је присуствовала 49. самиту Г7 у Хирошими, Јапан. Она је 16. јула заједно са председницом Европске комисије Урзулом фон дер Лајен и холандским премијером Марком Рутеом отпутовала у Тунис како би са председником Каисом Саидом потписала споразум о јачању економског партнерства између Европе и Туниса, европску дипломатску подршку за исплату кредита добијеног од ММФ-а и, посебно, борбу против ирегуларних миграционих токова. Размишљала је о повлачењу из кинеске иницијативе Појас и пут.
У јулу 2023. била је у званичној посети Сједињеним Америчким Државама. Мелони је 27. јула посетила амерички Капитол где се састала са председником Представничког дома Кевином Мекартијем и лидером већине у Сенату Чаком Шумером и лидером мањине Мичем Маконелом. Касније се састала са америчким председником Џоом Бајденом у Белој кући, где су разговарали о многим питањима, укључујући Украјину, Кину и Африку. Разговарано је и о јачању економске размене између две земље, трговинским односима Европе и САД, безбедносној политици и предстојећем италијанском председавању Г7. Током рата између Израела и Хамаса 2023. године, Мелони је изјавила да „Израел има пуно право да се брани у складу са међународним правом и да живи у миру“.

## Лични живот
Године 2015. Мелони је започела везу са Андреом Ђамбруном (Andrea Giambruno), новинарем који ради за Медиасет ТВ канал. Пар има кћи Гиневру, рођену 2016. Мелони је 20. октобра 2023. објавила да се разишла са Ђамбруном, након његових сексистичких и шовинистичких изјава које је преносио телевизијски програм Striscia la notizia. Између осталог, он је предлагао колегиници секс у троје. Мелони је додао да „сви они који су се надали да ће ослабити [њу] нападом на [њен] лични живот треба да знају да колико год се кап надала да ће ископати камен, камен остаје камен, а кап је само вода“.
Она је римокатолик и донекле је користила свој верски идентитет да помогне у изградњи свог националног бренда. У говору на скупу у Риму 2019. рекла је: „Ја сам Ђорђа. Ја сам жена, ја сам мајка, ја сам Италијанка, ја сам хришћанка. Упркос својим хришћанским веровањима и заговарању традиционалних породичних вредности, Мелони се бранила што није удата за оца свог детета.
Септембра 2022., наводно је наставила да користи и промовише стари италијански фашистички слоган „Бог, отаџбина и породица“. Она је рекла да мрзи што је повезан са фашистичком прошлошћу Италије.
Мелони је страствени обожавалац фантастике, посебно Господара прстенова Џ. Р. Р. Толкина. Као омладински активиста Италијанског социјалног покрета (МСИ), присуствовала је фестивалу Camp Hobbit и певала је заједно са екстремно десничарским фолк бендом Compagnia dell'Anello, назван по Дружини Прстена. Касније је своју политичку конференцију назвала Атреју, по јунаку романа Бескрајна прича. Мелони је за Њујорк тајмс рекао: „Мислим да би Толкин могао да каже боље од нас у шта верују конзервативци.
Осим Толкина, она воли рад британског конзервативног филозофа Роџера Скрутона и рекла је: „Да сам Британац, била бих Торијевац“.
Поред матерњег италијанског, говори енглески, француски и шпански.
Forbes је Мелони сврстао на седмо место најмоћнијих жену на свету, децембра 2022.

## Дела
- Meloni, Giorgia (2011).  Podda, Stefano, ур. Noi crediamo [We believe]. Saggi (на језику: италијански). Milan: it:Sperling & Kupfer. ISBN 978-8-8200-4932-4. OCLC 898518765 — преко Google Books.
- Meloni, Giorgia; Meluzzi, Alessandro; Mercurio, Valentina (2019). Mafia nigeriana. Origini, rituali, crimini [Nigerian mafia. Origins, rituals, crimes]. I saggi (на језику: италијански). Mantova: Oligo Editore. ISBN 978-8-8857-2325-2. Приступљено 14. 8. 2022 — преко Google Books.
- Meloni, Giorgia (2021). Io sono Giorgia, le mie radici, le mie idee [I am Giorgia, my roots, my ideas]. Saggi (на језику: италијански). Rome: Rizzoli. ISBN 978-8-8171-5468-0 — преко Google Books.